# Queijas
Queijas é uma vila portuguesa que foi sede da extinta Freguesia de Queijas do Município de Oeiras, freguesia que tinha 2,27 km² de área e 10 377 habitantes (2011), e, assim, uma densidade populacional de 4 571,4 hab/km².
A Freguesia de Queijas foi oficialmente criada em 11 de Junho de 1993, por desmembramento da freguesia de Carnaxide, integrando as povoações de Queijas e Linda-a-Pastora.
Foi extinta (agregada) pela reorganização administrativa de 2012/2013, sendo o seu território integrado na então criada União de Freguesias de Carnaxide e Queijas.
Por sua vez, a povoação de Queijas foi elevada à categoria de vila em 12 de Julho de 2001.
Tem por orago São Miguel.
A Freguesia de Queijas fazia fronteira, a Norte e a Oeste com a de Barcarena, a Sudoeste com a de Caxias, a Sul com a da Cruz Quebrada - Dafundo, a Sudeste com a de Linda-a-Velha, e a Nordeste com a de Carnaxide.

## População
| População da freguesia de Queijas | População da freguesia de Queijas | População da freguesia de Queijas | População da freguesia de Queijas | População da freguesia de Queijas | População da freguesia de Queijas | População da freguesia de Queijas | População da freguesia de Queijas | População da freguesia de Queijas | População da freguesia de Queijas | População da freguesia de Queijas | População da freguesia de Queijas | População da freguesia de Queijas | População da freguesia de Queijas | População da freguesia de Queijas |
| --------------------------------- | --------------------------------- | --------------------------------- | --------------------------------- | --------------------------------- | --------------------------------- | --------------------------------- | --------------------------------- | --------------------------------- | --------------------------------- | --------------------------------- | --------------------------------- | --------------------------------- | --------------------------------- | --------------------------------- |
| 1864                              | 1878                              | 1890                              | 1900                              | 1911                              | 1920                              | 1930                              | 1940                              | 1950                              | 1960                              | 1970                              | 1981                              | 1991                              | 2001                              | 2011                              |
|                                   |                                   |                                   |                                   |                                   |                                   |                                   |                                   |                                   |                                   |                                   |                                   |                                   | 8 771                             | 10 377                            |

Criada pela Lei n.º 17-G/93,  de 11 de Junho com lugares desanexados das freguesias de Carnaxide, Barcarena e Paço de Arcos

## Património
- Casa de D. Miguel ou Vila Cacilda

## Locais de interesse
- Casas projectadas pelo Arq. Raul Hestnes Ferreira. Trata-se de duas casas de habitação geminadas, localizadas à entrada de Queijas. Nesta obra, concluída em 1968, Raul Hestnes Ferreira usou pela primeira vez tijolo aparente no exterior de um edifício.[6]

## Associações
- Grupo Musical 1º Dezembro